# Scotts Bluff County
Scotts Bluff County ist ein County im Bundesstaat Nebraska der Vereinigten Staaten. Der Verwaltungssitz (County Seat) ist Gering, das nach Martin Gering, einem Bankier, benannt wurde.

## Geographie
Das County liegt im äußersten Westen von Nebraska, grenzt an Wyoming und hat eine Fläche von 1931 Quadratkilometern, wovon 16 Quadratkilometer Wasserfläche sind. Es grenzt in Nebraska im Uhrzeigersinn an folgende Countys: Sioux County, Box Butte County, Morrill County und Banner County.

## Geschichte
Scotts Bluff County wurde 1881 gebildet. Es wurde nach der Sandstein-Klippe Scotts Bluff benannt, das heute ein  National Monument ist. Zwei Orten haben den Status einer National Historic Landmark, der Robidoux-Pass und die archäologische Fundstätte Signal Butte. 21 Bauwerke und Stätten des Countys sind im National Register of Historic Places eingetragen (Stand 9. Februar 2018).

## Demografische Daten

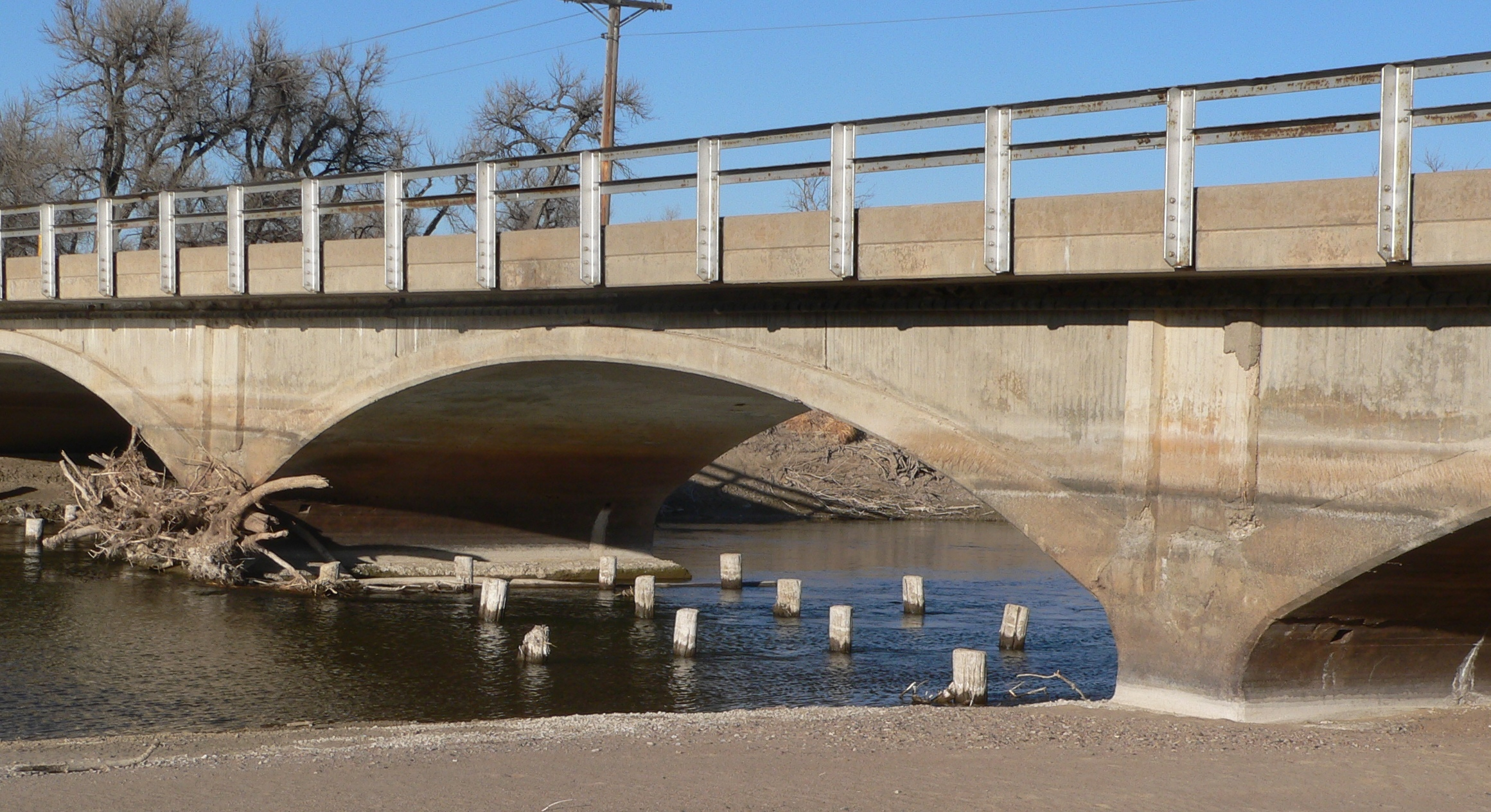
Henry State Aid Bridges, gelistet im NRHP

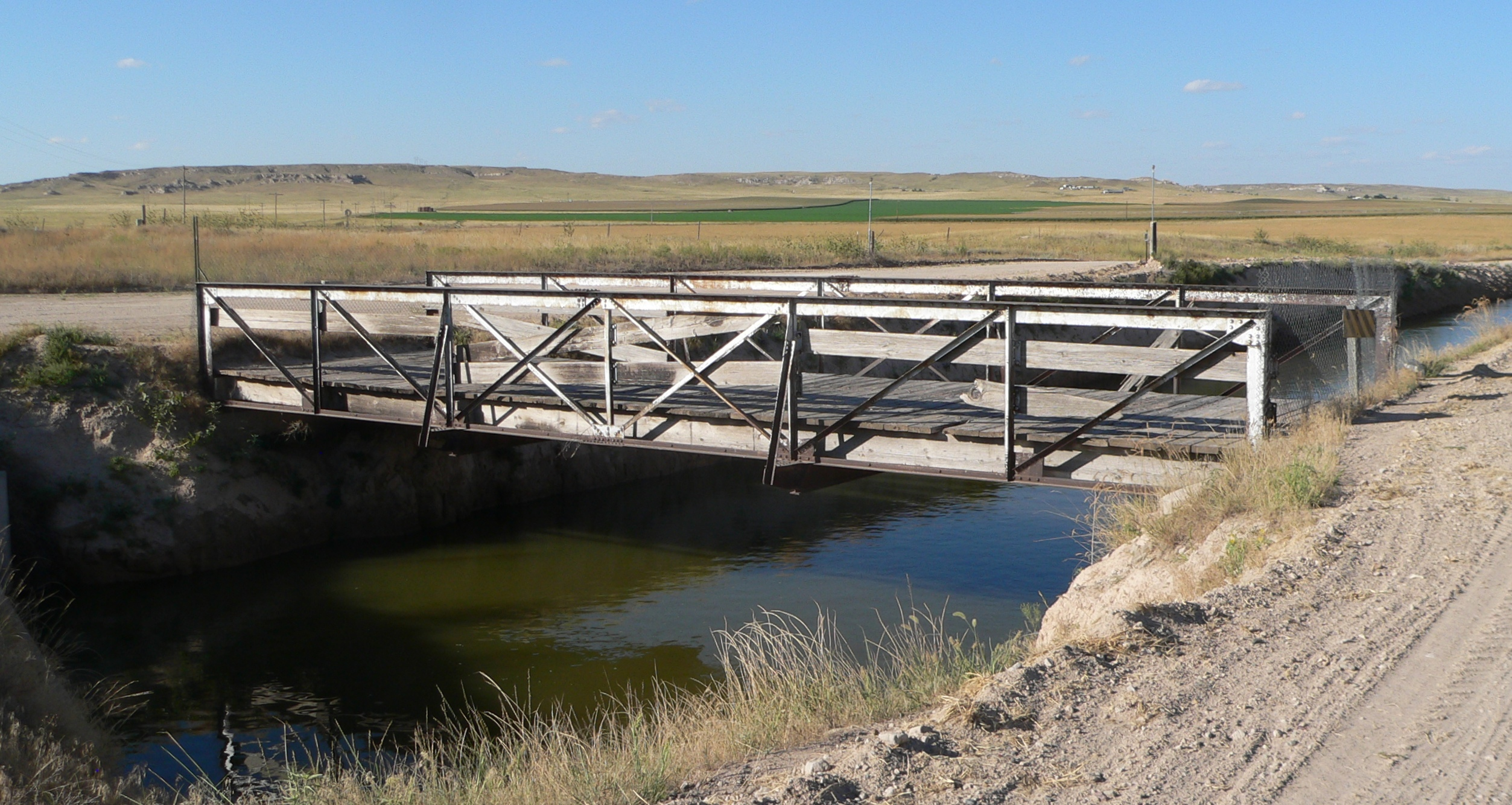
Interstate Canal Bridge, gelistet im NRHP

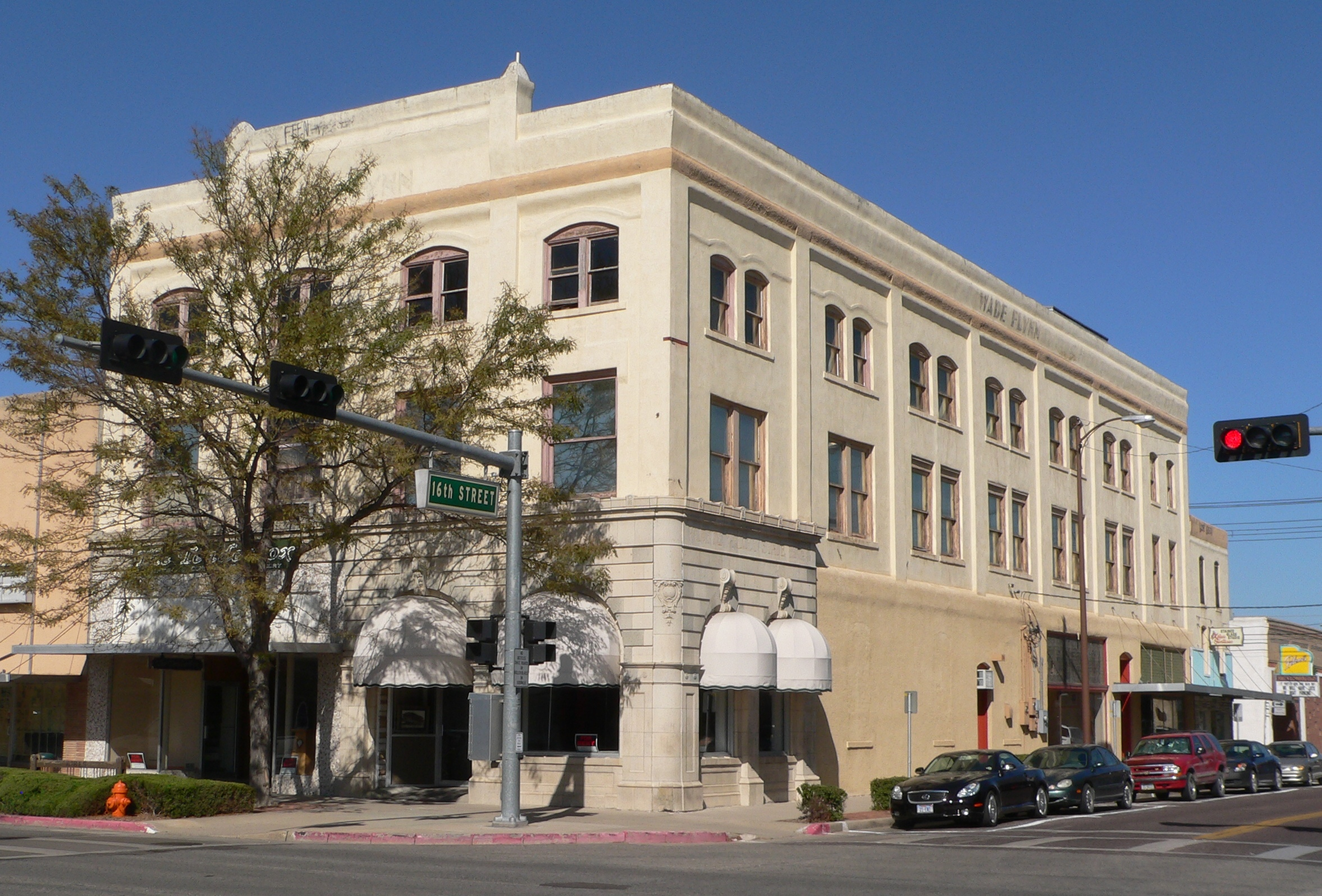
Marquis Opera House, gelistet im NRHP

Nach der Volkszählung im Jahr 2000 lebten im Scotts Bluff County 36.951 Menschen. Davon wohnten 652 Personen in Sammelunterkünften, die anderen Einwohner lebten in 14.887 Haushalten und 10.167 Familien. Die Bevölkerungsdichte betrug 19 Einwohner pro Quadratkilometer. Ethnisch betrachtet setzte sich die Bevölkerung zusammen aus 87,58 Prozent Weißen, 0,27 Prozent Afroamerikanern, 1,88 Prozent amerikanischen Ureinwohnern, 0,57 Prozent Asiaten, 0,04 Prozent Bewohnern aus dem pazifischen Inselraum und 8,02 Prozent aus anderen ethnischen Gruppen; 1,63 Prozent stammten von zwei oder mehr Ethnien ab. 17,19 Prozent der Bevölkerung waren spanischer oder lateinamerikanischer Abstammung.
Von den 14.887 Haushalten hatten 31,5 Prozent Kinder und Jugendliche unter 18 Jahre, die bei ihnen lebten. 54,2 Prozent waren verheiratete, zusammenlebende Paare, 10,7 Prozent waren allein erziehende Mütter, 31,7 Prozent waren keine Familien, 27,8 Prozent waren Singlehaushalte und in 12,8 Prozent lebten Menschen im Alter von 65 Jahren oder darüber. Die Durchschnittshaushaltsgröße betrug 2,44 und die durchschnittliche Familiengröße lag bei 2,97 Personen.
Auf das gesamte County bezogen setzte sich die Bevölkerung zusammen aus 25,9 Prozent Einwohnern unter 18 Jahren, 8,4 Prozent zwischen 18 und 24 Jahren, 25,4 Prozent zwischen 25 und 44 Jahren, 23,0 Prozent zwischen 45 und 64 Jahren und 17,2 Prozent waren 65 Jahre alt oder darüber. Das Durchschnittsalter betrug 38 Jahre. Auf 100 weibliche Personen kamen 91,2 männliche Personen. Auf 100 Frauen im Alter von 18 Jahren oder darüber kamen statistisch 88,3 Männer.
Das jährliche Durchschnittseinkommen eines Haushalts betrug 32.016 USD, das Durchschnittseinkommen der Familien betrug 38.932 USD. Männer hatten ein Durchschnittseinkommen von 30.317 USD, Frauen 20.717 USD. Das Prokopfeinkommen betrug 17.355 USD. 11,0 Prozent der Familien und 14,5 Prozent der Bevölkerung lebten unterhalb der Armutsgrenze. Darunter waren 22,0 Prozent der Kinder und Jugendlichen unter 18 Jahren und 8,7 Prozent der Senioren ab 65 Jahren.

## Orte im County
- Baxter
- Bradley
- Carlson
- Costin
- Covert
- Doyle
- Gering
- Haig
- Hartman
- Heldt
- Henry
- Hillerage
- James
- Jane
- Janise
- Joyce
- Lyman
- McGrew
- Melbeta
- Minatare
- Mintle
- Mitchell
- Morrill
- Pelton
- Redus
- Scottsbluff
- Sears
- South Mitchell
- South Morrill
- Stegall
- Terrytown
- Tony
- Trout